# Hot Package
A Hot Package 2013 és 2015 között vetített amerikai élőszereplős sorozat- A sorozat alkotója Derrick Beckles, a műsor pedig különböző vicces jeleneteket mutat be az ő vezényletével. A műsorban több híresség is felbukkant, köztük Perry Caravello és Jennifer Day.
A műsort az Amerikai Egyesült Államokban az Adult Swim vetítette 2013. október 3-tól 2015-ig, Magyarországon egyelőre nem került bemutatásra.

## Tematikája
A műsor különböző bulvárműsorokat (többek közt az Entertainment Tonightot) parodizálja ki Derrick Beckles műsorvezetésével. A produkció különféle szegmensekből áll össze, de emellett többször vendégül látnak B-kategóriás színészeket és nem túl népszerű filmekről is beszélgetnek.

## Szegmensei
- HP Exclusive - Kamuhírek filmekről és televíziós műsorokról.
- Ones on One - Derrick különböző filmes és televíziós személyekkel készít interjút.
- Hollywood Makeover - Derrick átalakít valakit egy nem túl ismert film karakterévé.
- Countdowns - Tematikus filmklippek válogatása.
- Curtain Raiser - Kritikák nem túl ismert filmekről.
- Bloopers - Válogatás kínos felvételekből.